# Heroltice
Heroltice település Csehországban, a Brno-vidéki járásban. Heroltice Březina, Tišnov, Sentice, Vohančice, Lažánky és Hradčany településekkel határos. Lakosainak száma 238 fő (2024. január 1.).

## Népesség
A település lakosságának változását az alábbi diagram mutatja:
| Lakosok száma | 249  | 270  | 245  | 214  | 195  | 163  | 208  | 216  | 221  | 238  |
|               | 1869 | 1890 | 1921 | 1950 | 1980 | 2001 | 2017 | 2019 | 2022 | 2024 |